# Idrissa Ouédraogo
Idrissa Ouédraogo (ur. 21 stycznia 1954 w Banforze, zm. 18 lutego 2018 w Wagadugu) – burkiński reżyser, scenarzysta i producent filmowy. Jedna z najważniejszych postaci kina afrykańskiego. Jego pozbawiony manieryzmu i uproszczeń styl przyrównywany był do twórczości Jeana Renoira czy Satyajita Raya. W swoich filmach zajmował się konfliktem między miastem a wsią oraz tradycją a nowoczesnością w Burkinie Faso.

## Życiorys
Studiował filmoznawstwo w Wagadugu i w Kijowie. Ukończył studia reżyserskie na prestiżowej paryskiej uczelni IDHEC.
Międzynarodowe uznanie i szeroką dystrybucję zyskał jego film Babcia (1989), który otrzymał Nagrodę FIPRESCI na 42. MFF w Cannes. Następne dokonania reżysera również odniosły sukces: Prawo (1990) przyniosło mu Grand Prix na 43. MFF w Cannes, a Samba Traoré (1992) - Srebrnego Niedźwiedzia na 43. MFF w Berlinie. 
Uczestniczył w projekcie Lumiere i spółka (1995), celebrującym stulecie istnienia kina. Był też jednym z jedenastu reżyserów nowelowego filmu 11.09.01 (2002), zrealizowanego w pierwszą rocznicę zamachów z 11 września.
Ouédraogo zasiadał w jury konkursu głównego na 54. MFF w Wenecji (1997).